# Vingelva
Vingelva – wieś w zachodniej Norwegii, w okręgu Sogn og Fjordane, w gminie Bremanger. Miejscowość leży na południowym brzegu fiordu Frøysjøen. W pobliżu Vingelvy leżą miejscowości: Hennøya i Berle. Od centrum administracyjnego gminy w Svelgen wieś dzieli odległość około 30 km. 
Vingelva nie posiada połączenia drogowego z innymi miejscowościami, jest tylko połączenie promowe - najbliższą miejscowością, do której kursuje prom jest Hennøya. 
W pobliżu miejscowości znajduje się jezioro Tjønnavatnet - z lustrem wody na wysokości 393 m n.p.m.